# Urbanización Anaga
Urbanización Anaga, también conocido como Residencial Anaga, es un barrio de la ciudad de Santa Cruz de Tenerife (Canarias, España), que se encuadra administrativamente dentro del distrito de Centro-Ifara.

## Características
Se trata de un barrio residencial de chalés individuales y bloques de viviendas, estando considerado como uno de los barrios de alto nivel de la ciudad. Se encuentra a 1,4 kilómetros del centro, a una altitud media de 35 m s. n. m. y abarca una superficie de 1,07 km² entre los barrancos de Tahodio y de La Leña, comprendiendo también una parte de la Rambla de Santa Cruz. Asimismo, la parte alta del barrio se encuentra incluida en el espacio protegido del parque rural de Anaga.
El barrio posee varias plazas públicas (Pza. de Anaga, Pza. del Ingeniero Industrial Arrate y Pza. del Arquitecto Alberto Sartoris), una iglesia dedicada a San José de Anchieta, varios parques infantiles, una gasolinera, farmacia, diversas entidades bancarias y otros comercios, concentrados sobre todo a lo largo de la calle de Carlos J. R. Hamilton y de la Rambla de Santa Cruz.
Aquí se encuentran las instituciones públicas: Institutos Canarios de La Vivienda y de Administración Pública, las Direcciones Generales de la Función Pública y de Bienestar Social, varias oficinas de información, la Subdelegación del Gobierno en Santa Cruz de Tenerife Dependencia de Sanidad, el Centro de Vacunación Internacional, la Agencia de Protección del Medio Urbano y Natural, la Consejería de Medio Ambiente y Ordenación Territorial, la Consejería de Economía y Hacienda Intervención Delegada en la Consejería de Presidencia, Justicia y Seguridad y la Consejería de Economía y Hacienda Instituto Canario de Administración Pública y Academia de Seguridad Canaria. También se localiza aquí la sede de la Autoridad Portuaria de Santa Cruz de Tenerife y el Servicio de Atención a las personas inmigrantes.
En los límites del barrio se ubican además parte del Muelle de Ribera y el Muelle Norte del puerto de Santa Cruz, así como las instalaciones del Real Club Náutico de Tenerife y el Hotel Náutico.

## Historia
La zona sobre la que se asienta el barrio comprendía extensas fincas de platanera hasta que a finales de la década de 1970 comenzó a ser urbanizada, quedando totalmente consolidado en la década siguiente. Sin embargo, el barrio se ha visto envuelto en polémica debido a que salió a la luz que el Ayuntamiento había dado en la zona concesión de licencias en contra de la normativa urbanística.
El 21 de diciembre de 2003 se inauguró en el barrio el complejo parroquial San José de Anchieta.

## Demografía
| Año        | 2005  | 2006  | 2007  | 2008  | 2009  | 2010  |
| ---------- | ----- | ----- | ----- | ----- | ----- | ----- |
| Habitantes | 5.835 | 5.825 | 5.746 | 5.764 | 5.747 | 5.707 |

## Transporte público

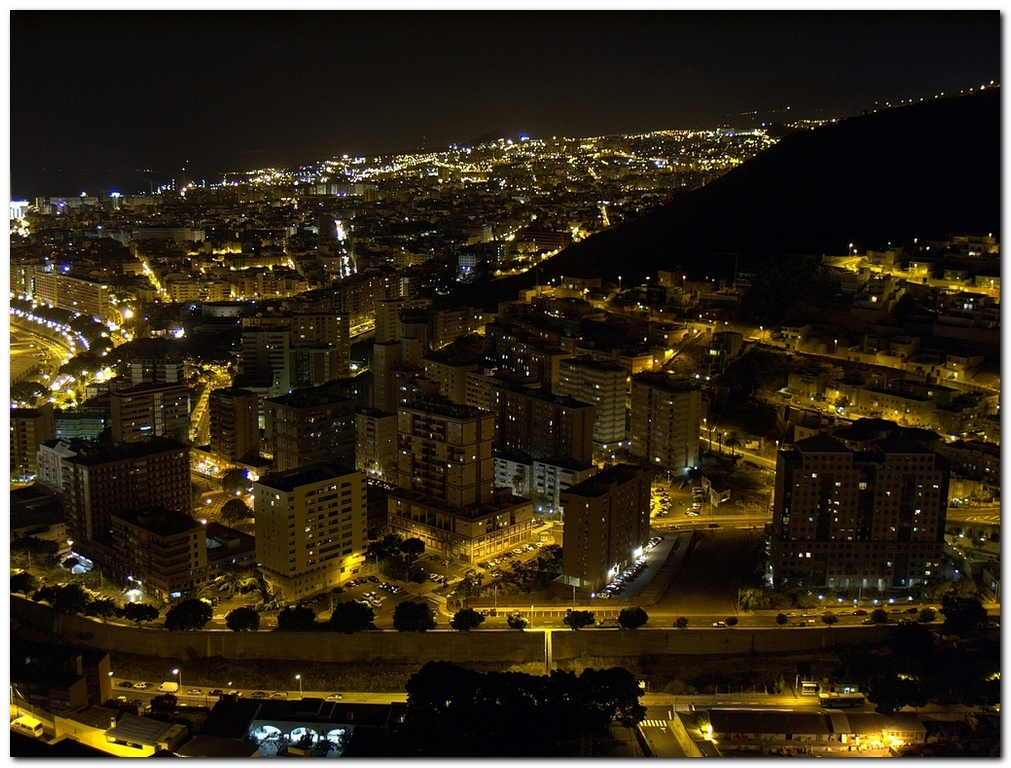
En primer término Urbanización Anaga de noche.

El barrio posee paradas de taxi en la calle de Carlos J. R. Hamilton y junto a la Estación Marítima del Muelle Norte (antigua estación del Jet-Foil).
En autobús —guagua— queda conectado mediante las siguientes líneas de TITSA:
| Línea | Trayecto                                                                                                 | Recorrido |
| ----- | --- | --------- |
| 903   | Bº La Alegría - Muelle Norte - Ramblas - Chamberí - Cementerio - Moraditas de Taco                       | Recorrido |
| 905   | Muelle Norte - Barrio de Ofra                                                                            | Recorrido |
| 910   | Intercambiador - San Andrés - Playa de Las Teresitas                                                     | Recorrido |
| 911   | Muelle Norte - Ramblas - Cruz del Señor - Barrio de La Salud - Cuesta Piedra                             | Recorrido |
| 916   | Intercambiador - María Jiménez - Los Valles                                                              | Recorrido |
| 917   | Intercambiador - Valleseco (La Quebrada)                                                                 | Recorrido |
| 920   | Intercambiador - Plaza de España - La Marina - Ramblas - Reyes Católicos - Tres de Mayo - Intercambiador | Recorrido |
| 945   | Santa Cruz - San Andrés - Igueste de San Andrés                                                          | Recorrido |
| 946   | Santa Cruz - San Andrés - Taganana - Almáciga                                                            | Recorrido |
| 947   | Intercambiador - San Andrés - El Bailadero - Chamorga                                                    | Recorrido |

## Fiestas
El barrio celebra sus fiestas patronales el 9 de junio, festividad de San José de Anchieta. En ella destacan los pasacalles, batucadas, conciertos, el pregón de las fiestas y la procesión del Santo hasta la plaza de Anaga, en donde se realiza la solemne eucaristía.

## Lugares de interés
- Autoridad Portuaria de Santa Cruz de Tenerife
- Real Club Náutico de Tenerife
- Buque Correíllo La Palma[9]
- Casa del Práctico[10]
- Rambla de Santa Cruz
- Hotel Náutico**
- Parroquia de San José de Anchieta